# James Peebles
Pour les articles homonymes, voir Peebles (homonymie).
James « Jim » Peebles (né Phillip James Edwin Peebles le 25 avril 1935 à Saint-Boniface, près de Winnipeg, Manitoba, Canada) est un cosmologue américain d'origine canadienne. Il est lauréat du prix Nobel de physique en 2019 pour ses « découvertes théoriques en cosmologie physique », et plus particulièrement pour avoir prédit l'existence du fond diffus cosmologique et pour avoir été le premier à comprendre l'importance de la matière noire dans les grandes structures de l'Univers.

## Biographie
Après son baccalauréat en sciences à l'Université du Manitoba, il obtient un doctorat à l'université de Princeton. Il y travaille encore en 2006 comme professeur émérite.
Il fait d'importantes contributions au modèle du Big Bang : il prédit, avec d'autres, l'existence du fond diffus cosmologique et effectue des contributions majeures aux modèles de la nucléosynthèse primordiale, de la matière sombre et de l'énergie sombre. Il contribue aux théories sur la structure à grande échelle de l'univers ; en 1987, il propose le « primordial isocurvature baryon model (en) », qui s'oppose au modèle SCDM, modèle d'univers de densité critique mais sans constante cosmologique contrairement au modèle ΛCDM devenu le modèle standard en cosmologie depuis les années 2000.

## Publications
- P. J. E. Peebles, The large-scale structure of the universe, Princeton, Princeton University Press, 1980
- M. Fukugita, C. J. Hogan et P. J. E. Peebles, « The cosmic baryon budged », dans Astrophys. J. 503, 518 (1998) arXiv:astro-ph/9712020
- B. Rhatra et P. J. E. Peebles, « The cosmological constant and dark energy », dans Rev. Mod. Phys. 75, 559 (2003) arXiv:astro-ph/0207347

## Distinctions et éponymie

### Distinctions
- 1981 : Médaille Eddington
- 1982 : Prix Dannie Heineman
- 1993 : Henry Norris Russell Lectureship
- 1995 : Médaille Bruce
- 1995 : Prix Georges-Lemaître
- 2000 : Prix Peter-Gruber de cosmologie, avec Allan Sandage
- 2001 : Prix Harvey
- 2004 : Prix Shaw d'astronomie
- 2005 : Prix Crafoord, avec James E. Gunn et Martin Rees
- 2006 : Chaire Hitchcock
- 2019 : Prix Nobel de physique

### Éponymie
- L'astéroïde (18242) Peebles porte son nom.